# Store russiske krig
Store russiske krig (svensk: Stora ryska kriget) var en krig mellem Sverige under Gustav Vasa og Zar-Rusland under Ivan 4. ("Ivan den grusomme") i årene 1554 – 1557. Krigen drejede sig om grænsedragningen mellem de to lande i Karelen. Krigen afsluttedes med freden i Novgorod 1557. Krigen anses som forløber fra Den livlandske krig, der brød ud allerede året efter.

## Krigens start
Det er uklart hvad, der forårsagede krigen, og hvem, der startede den, men den skal muligvis ses som et svensk angreb under indtryk af en strategisk trussel. Der var længe foregået gensidige hærgninger og plyndringstogter langs grænsen, blandt andet som følge af uklare grænsebestemmelser i Nöteborg-traktaten fra 1323.
I året 1554 ramtes befolkningen langs næsten hele den finske grænse af russiske hærgninger, grænsekrænkelser og plyndringstog. Konflikten optrappedes yderligere derved, at fogden på grænsestedet Kivinäbb Anders Nilsson gik som svar herpå over grænsen og gennemførte hærgninger på russisk område. Nilssons handlingsmåde var ikke godkendt på højere sted, hvilket gjorde, at han pådrog sig kongens vrede. Russerna svarede med at invadere svensk område med 8.000 mand, og hærgningerne blev værre end tidligere; derved var konflikten vokset til en egentlig krig.

## Krigens udviklingsforløb
I januar 1555 trængte en russisk hær over den finske grænse og nåede frem til staden Vyborg. Russerne anså sig dog ikke i stand til at kunne angribe den stærke fæstning og trak sig tilbage efter tre dage. Et nyt russisk fremstød skete i marts samme år, da en russisk hær på omkring 30.000 man under ledelse af fyrsten Ivan Bibikoff trængte over grænsen. Svenskerne havde gennem flere år forberedt sig på en mulig invasion af denne størrelse og havde opbygget et ydre forsvar bestående af en såkaldt formur langs åen Systerbäck ved Kivinäbb. I og med, at den russiske hovedstyrke på omkring 12.000 mand under Bibikoff forsøgte at trænge igennem "formuren", resulterede dette i krigens første egentlige feltslag, slaget ved Kivinäbb, som svenskerne gik sejrrige ud af.

### Angrebet på Nöteborg
Under året forsøgte svenskerne desuden at udføre et angreb mod den russiske fæstning Nöteborg, hvilket mislykkedes. Efølge visse kilder var det først herefter, at russerne anså, at freden var brudt.

### Stilstand og krigsforberedelser
Russerne indstillede deres fjendtligheder under det sene efterår og en stilstand indtrådte. Under hele året var forstærkninger fra Sverige blevet sejlet over til Finland. Gustav Vasa udnyttede den midlertidige stilstand og forstærkede de stridskræfter, som var tilgængelige. Han forlod Viborg den 27. oktober og styrede siden arbejdet fra Åbo. Mod slutningen af året fandtes der af svenske stridskræfter i Finland omkring 8.000 mand, hvilket var den største svenske hærstyrke i Finland indtil da. Kongens bedømmelse var dog, at der var behov for 22.000 mand fodfolk og 8.000 mand ryttere for effektivt at forsvare Finland. Den finske almue bidrog ikke meget til fremskaffelsen af stridsfolk. Gustav Vasa sagde en gang at finnerne på denne tid var "et fordrukkent og ufornuftigt folk, som havde ølkruset mere kært end liv, gods, velfærd og ærlighed".

### Angrebet på Vyborg
I slutningen af året samlede russerne en stor hær i Novgorod under ledelse af fyrsterne Peter Sjtjenjatvev og Dimitrij Paletskij. I begyndelsen af år 1556 drog den russiske hær, som bestod af mellem 10.000 og 54.000 mand (kilderne er uenige), mod Vyborg. Da russerne den 21. januar nærmede sig Vyborg, kom det til en strid foran befæstningen. En svensk dagvakt på 500 mand blev overrasket af et par russiske rytteriregementer og en heftig stid brød ud. Efter en tapper kamp rykkede svenskerne ind bag Vyborgs mure. Den 22. januar indledte russerne en voldsom artilleribeskydning af Vyborg, men den havde ingen større indvirkning på de kraftige mure. Tre dage senere trak den russiske hær sig tilbage. Anledningen hertil var, at russerne i løbet af natten misopfattede lyden fra hø, som blev kørt ind til Vyborgs slot og troede, at det var hestehove og at svenske forstærkninger var ankommet. Efter dette sluttede de fleste hærgninger, og alle russiske tropper begyndte at trække sig bort fra svensk område, og kamphandlingerne døde ud. I løbet af året vendte den kongen tilbage til Sverige.

## Freden
Den 2. april 1557 blev sluttet fred i Novgorod. Vilkårene var, at våbenhvile skulle råde i 40 år og at ingen grænseændringer skulle ske. Kriget kostede Sverige 200.000 mark örtug i ren udbetaling i forbindelse med freden, og forholdet mellem Sverige og Rusland efter denne krig fortsatte med at være ustabilt.